# Jack LaLanne

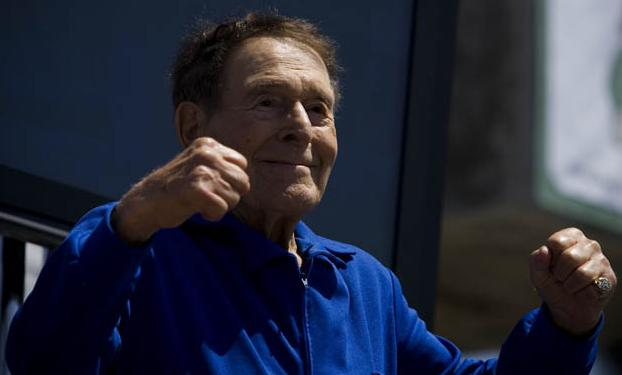
LaLanne, 2007

Francois Henri LaLanne, mer känd under sitt publika namn Jack LaLanne, född 26 september 1914 i San Francisco i Kalifornien, död 23 januari 2011, var en amerikansk fitnesspersonlighet och skådespelare. Hans fitnessverksamhet är inriktad på viktminskning hos överviktiga, och han har medverkat i ett stort antal träningsvideor.

## I populärkulturen
Jack LaLanne omnämns bland annat i MF Dooms låt Meat grinder.